# O-52貓頭鷹觀察機
O-52貓頭鷹觀察機（英語：Owl)是美國陸軍航空兵團在第二次世界大戰之前和期間使用的一款觀察機。 

## 發展

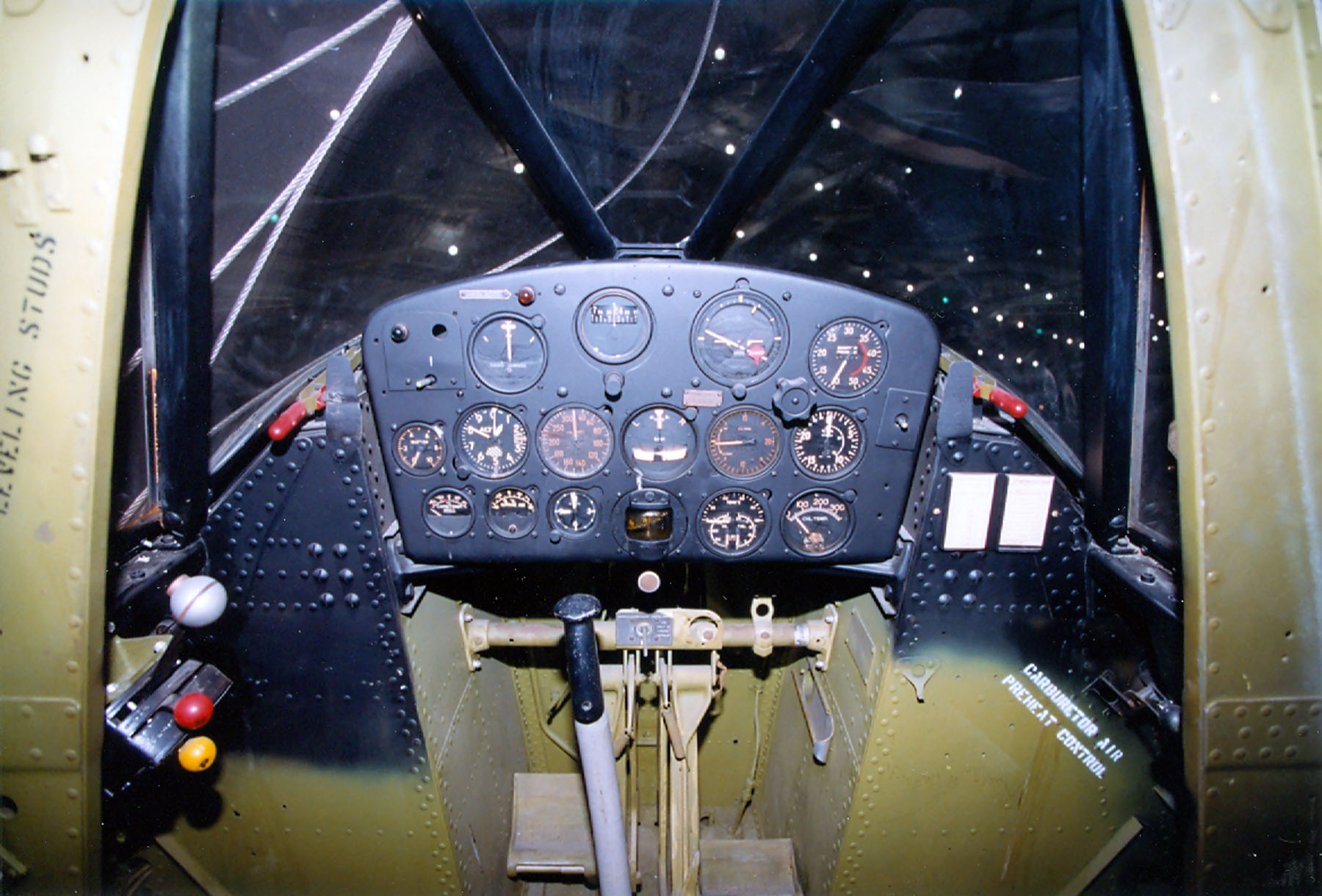
O-52 的駕駛艙

O-52(Curtiss Model 85)是美國陸軍航空兵團的最後一架「重型」觀測機。1940年，陸軍航空兵團訂購203架O-52執行觀測任務。
該機在交付後用於軍事演習，但在美國加入第二次世界大戰後，美國空軍認為該機不具備足夠的性能來支援海外地區的「現代」作戰行動。結果，O-52降級為美國境內的聯絡機，以及在墨西哥灣、大西洋和太平洋的短程反潛巡邏。。
O-52同時由第二偵察中隊操作，搜尋波多黎各和特立尼達附近的納粹U艇。
O-52是空軍批量採購的最後一架「O」型飛機。珍珠港事件後，「O」型號不再使用，取而代之的是「L」系列聯絡機。
1942年11月，蘇聯透過租借法案訂購了30架O-52貓頭鷹。最終送出6架，但僅19架成功抵達。並且只有其中十架服役。1943年春夏期間，O-5用於俄羅斯前線北部和中部地區的砲兵火力偵察以及戰場攝影/觀察。一架O-52被德國空軍戰鬥機擊落。在軍事測試報告中，蘇聯飛行員認為美國的飛機性能優於當時已明顯過時的波利卡波夫R-5和波利卡波夫R-Z，並一直服役到1950年代。

## 參考

## 用戶

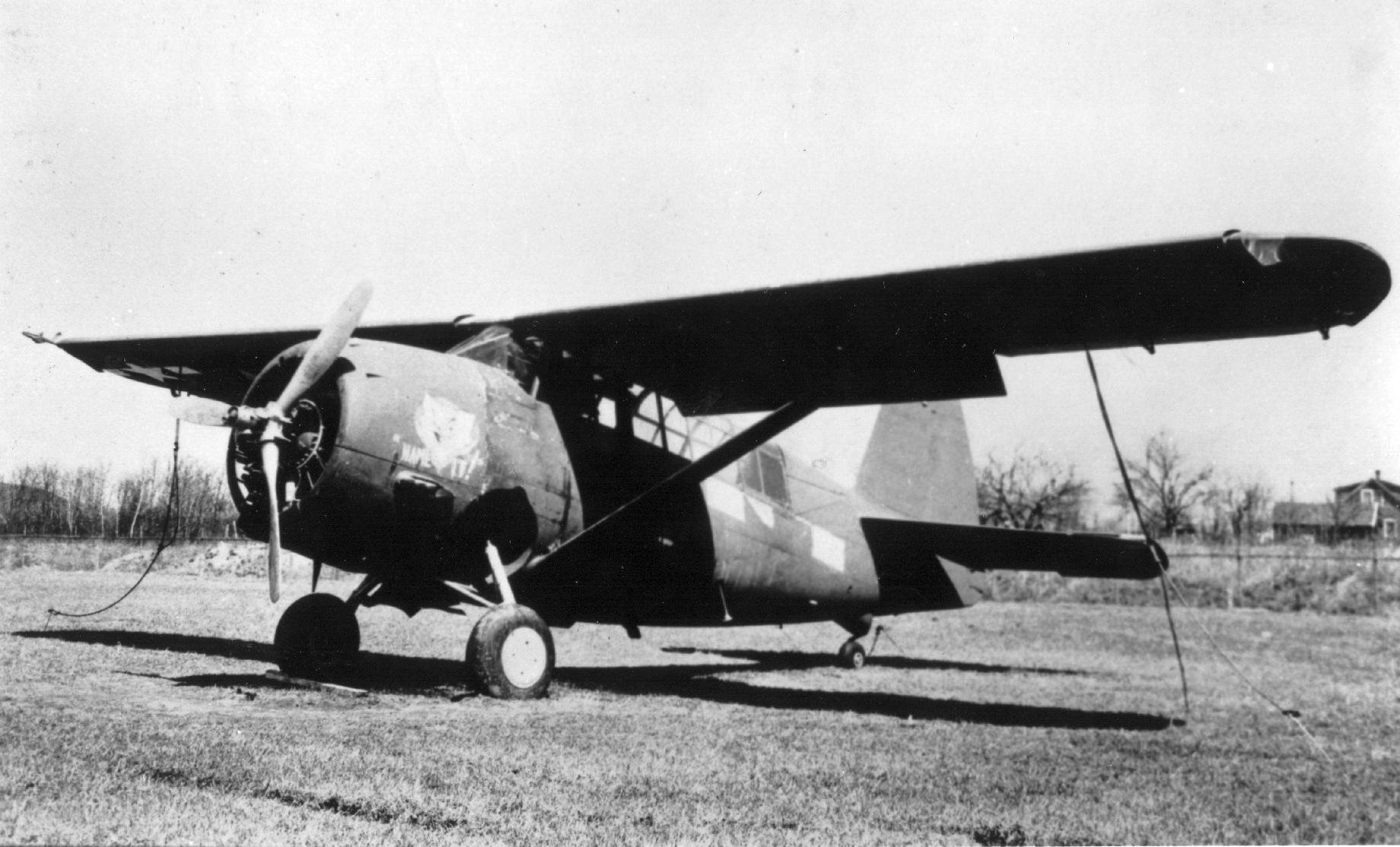

巴西
- 巴西空軍

 美国
- 美國陸軍航空兵團

 苏联
- 蘇聯空軍

## 外部連結
维基共享资源上的相關多媒體資源：O-52貓頭鷹觀察機